# Billesweiher
Der Billesweiher ist ein Stillgewässer in der Ortsgemeinde Enkenbach-Alsenborn im Landkreis Kaiserslautern in Rheinland-Pfalz.

## Lage
Das Naturdenkmal mit der Nummer ND-7335-177, das vom Billesbach durchflossen und gespeist wird, liegt östlich des Wohnplatzes Randeckerhof (Ortsgemeinde Neuhemsbach) und direkt an der westlich verlaufenden Landesstraße 394. Der Weiher ist etwa 360 Meter lang und maximal etwa 75 Meter breit.

## Charakteristika
Am Billesweiher befindet sich ein für Rollstuhlfahrer geeigneter Rundweg mit etwa 1 km Länge. Der Billesweiher ist von einem artenarmen Buchen-Hainsimsen-Mischwald umgeben. Die Wasserfläche wird von einer mehr oder weniger ausgeprägten Verlandungszone gesäumt. Durch den Damm sind zwei Amphibientunnel gebaut. Sowohl der Schilfgürtel im Norden, als auch die Erlenbruchfragmente im Osten und die Verlandungszone im Einlaufbereich sind Brut- und Nahrungsraum für verschiedene Vogelarten sowie Laichgebiet für Amphibien. Der Billesweiher ist kein Bade- oder Angelgewässer, ist aber ganzjährig frei zugänglich.